# Fear of the Dark (dal)
A Fear of the Dark az Iron Maiden brit heavy metal együttes 1992-es Fear of the Dark albumának címadó dala, megjelenése óta az együttes koncertjeinek állandó része, kiemelkedő pillanata. A dal élő felvételét az 1993-as A Real Live One koncertalbum felvezetéseként adták ki kislemezen. A borítón Eddie, a zenekar kabalafigurája, Steve Harris basszusgitárost/zenekarvezetőt személyesíti meg, egy koncertekről ismert tipikus Harris-pózban. A kislemez B-oldalára az 1990-es No Prayer for the Dying albumon szereplő Hooks in You koncertfelvétele került. A kislemez első szériájára azonban tévedésből egy másik dal, a Tailgunner sávjait préselték a B-oldalra, habár a borítón a Hooks in You-t tüntették fel. A későbbi újranyomásoknál már javították a hibát és ténylegesen a Hooks in You hallható a lemezen.
A Fear of the Dark kislemez három hetet töltött a brit slágerlistán, ahol a 8. helyig jutott. A koncertfelvételt 1994-ben Grammy-díjra jelölték a "Best Metal Performance" kategóriában.

## Számlista
7" kislemez
1. Fear of the Dark (Live at Isshallen, Helsinki, 1992. augusztus 27.) (Steve Harris) – 7:22
2. Hooks in You (Live at Wembley Arena, London, 1990. december 17.) (Adrian Smith, Bruce Dickinson) – 3:45

7" kislemez (limitált kiadás)
1. Fear of the Dark (Live at Isshallen, Helsinki, 1992. augusztus 27.) (Harris) – 7:22
2. Tailgunner (Live at La Patinoire de Malley, Lausanne, 1992. szeptember 4.) (Dickinson, Harris) – 4:09

CD single
1. Fear of the Dark (Live at Isshallen, Helsinki, 1992. augusztus 27.) (Harris) – 7:22
2. Be Quick or Be Dead (Live at Super Rock '92, Mannheim, 1992. augusztus 15.) (Dickinson, Janick Gers) – 3:20
3. Hooks in You (Live at Wembley Arena, 1990. december 17.) (Smith, Dickinson) – 3:45

CD single (limitált kiadás)
1. Fear of the Dark (Live at Isshallen, Helsinki, 1992. augusztus 27.) (Harris) – 7:22
2. Bring Your Daughter... to the Slaughter (Live at Isshallen, Helsinki, 1992. augusztus 27.) (Harris) – 5:30
3. Hooks in You (Live at Wembley Arena, 1990. december 17.) (Smith, Dickinson) – 3:45

## Közreműködők
- Bruce Dickinson – ének
- Dave Murray – gitár
- Janick Gers – gitár
- Steve Harris – basszusgitár
- Nicko McBrain – dobok